# Seabird
I Seabird sono un gruppo musicale alternative rock statunitense originario di Independence (Kentucky) e attivo dal 2004.

## Formazione
Attuale
- Aaron Morgan - voce, tastiere
- Jason Gann - basso
- Ryan Morgan - chitarra
- Steven Bye - batteria

Ex membri
- Brandon Weaver - basso
- Micah Landers - basso
- David Smith - fisarmonica, tastiere
- Aaron Hunt - batteria
- Chris Kubik - basso

## Discografia
Album in studio
- 2008 - 'Til We See the Shore
- 2009 - Rocks into Rivers
- 2013 - Troubled Days

EP
- 2005 - Spread Your Broken Wings and Try
- 2007 - Let Me Go On
- 2009 - The Silent Night EP
- 2010 - Over the Hills and Everywhere EP